# 清水ミチコの日曜はマネよ
『清水ミチコの日曜はマネよ』（しみずみちこのにちようはマネよ）は2004年4月4日 - 2005年3月27日に放送されていたニッポン放送のラジオ番組。パーソナリティは清水ミチコ。通称：『日マネ』。
放送時間は基本的に毎週日曜13:00 - 15:00だが、後時間番組の日曜競馬ニッポンが14:30スタートの場合は短縮。
清水が番組内で松任谷由実のマネの『ユーミソ』をやった事を松任谷が腹を立てたので、番組を終了せざるを得なくなってしまった。
交通情報では清水が毎回凝ったフリを日本道路交通情報センターの担当者に直接振っていた。中期から増山さやかアナが間に挟むようになった。

## 主なコーナー
- 日マネ芸能ヘッドライン
- 日マネ人生相談（テレフォン人生相談のパロディ、タイトルコールは清水による那須恵理子アナウンサーのものまね。）
- 日マネコンサート（新日鉄コンサートのパロディ、タイトルコールは上記に同じ。）
- ここで一曲!ご指名リクエスト

| ニッポン放送 日曜日 13:00～15:00 | ニッポン放送 日曜日 13:00～15:00 | ニッポン放送 日曜日 13:00～15:00                                                 |
| 前番組                           | 番組名                           | 次番組                                                                           |
| -------------------------------- | -------------------------------- | -------------------------------------------------------------------------------- |
| そーぐちの今すぐ聴きたい!        | 清水ミチコの日曜はマネよ         | 大友康平のミュージックキャンプ （13:00～14:30）日曜競馬ニッポン （14:30～16:00） |